# 法律重述
在 美国的法律中， 《法律重述》是一系列法学论文，目标在于将普通法的一般原则传达给法官和律师。至今一共有四个系列的《法律重述》，均由美国法律协会出版。美国法律协会是一个由法官、法律学者和法律从业人员组成的协会，成立于1923年。

## 概述
每一个《法律重述》基本上就是对案例法的编纂。案例法是普通法系中由法官依照遵循先例的原则而发展成型的理论。 虽然《法律重述》本身不是有约束力的先例，但是它们属于有說服力的先例 。因为它们是在法律教授，执业律师和法官的广泛输入中制定的。它们的目的是反映美国法律界的共识，包括对于法律的现况以及一些应有的法律改革。哈佛法学院对《法律重述》做出以下描述：
美国法律协会的目标是将“黑字法”（即已经发展成熟的法律原则）从案件中提炼出来，以表明普通法的趋势，偶尔也会对法律规则的改变提出建议。总体而言，它们将现行的普通法重述成一系列的原则或规则。

每个重述章节包括了“黑字法”原则、评论和例子。对于该部分总结的原则，《法律重述》以“编纂者说明”的形式详细讨论了构成该原则的所有案例。律师可以在提交给法庭的书面文件引用《法律重述》的一部分。通过这种方式，律师可以提请法官注意普通法原则，因为几乎对所有普通法原则的摘要都在《法律重述》中。法官然后可以考虑相关的《重述》章节，并对原则在案件中的运用作出知情的决定。虽然法院并不需要将《重述》采用为法律，但它们经常这样做。因为这些《重述》的章节准确地重述了该司法管辖区已经确立的法律。对于第一次出现的问题，《重述》也说明了其他司法管辖区对此问题看法的趋势。
在美国以外的普通法司法管辖区，重述比较罕见。 对于这种现象，澳大利亚高等法院前法官，William Gummow，认为原因是美国缺乏在全国范围对普通法做出最终判决的终审法院。美国每个州都有自己的普通法，而联邦的最高法院只能对宪法、联邦法律、及联邦管辖权内的问题做出审判。